# KF Ægir
Knattspyrnufélag Ægir (kortweg Ægir) is een IJslandse voetbalclub uit Þorlákshöfn in het zuiden van het land. De club speelt in de amateurreeksen.